# 多尔金迪普登站
多尔金迪普登站（英語：Dorking Deepdene railway station）是英国英格兰萨里郡多尔金的一座车站，距离伦敦查令十字车站48千米。该车站有两个站台，设计简单无人看管，所以自动售票机设施位于较近的多尔金站，搭乘列车需要先前往多尔金站购买车票，随后折返至多尔金迪普登候车。进入车站只得通过楼梯，并未提供残疾人便利设施。
多尔金迪普登站在北唐斯线上，经过该站的所有列车都由第一大西部铁路运行(缩写为GWR)运营。

## 历史

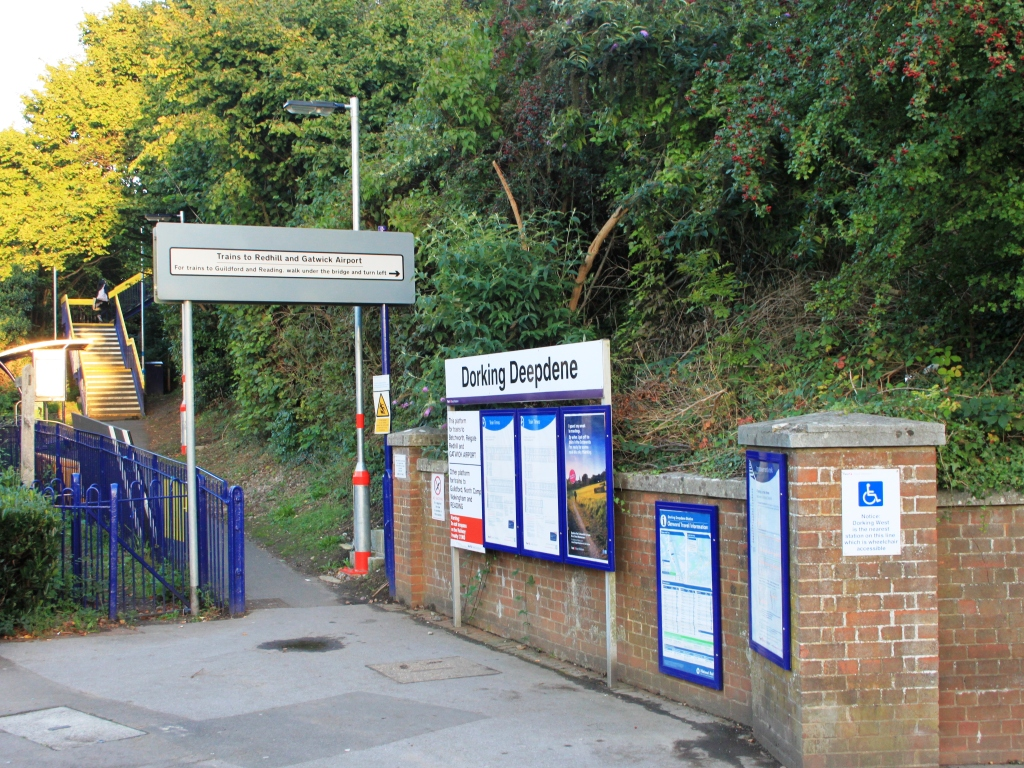
车站入口，通过楼梯登上站台

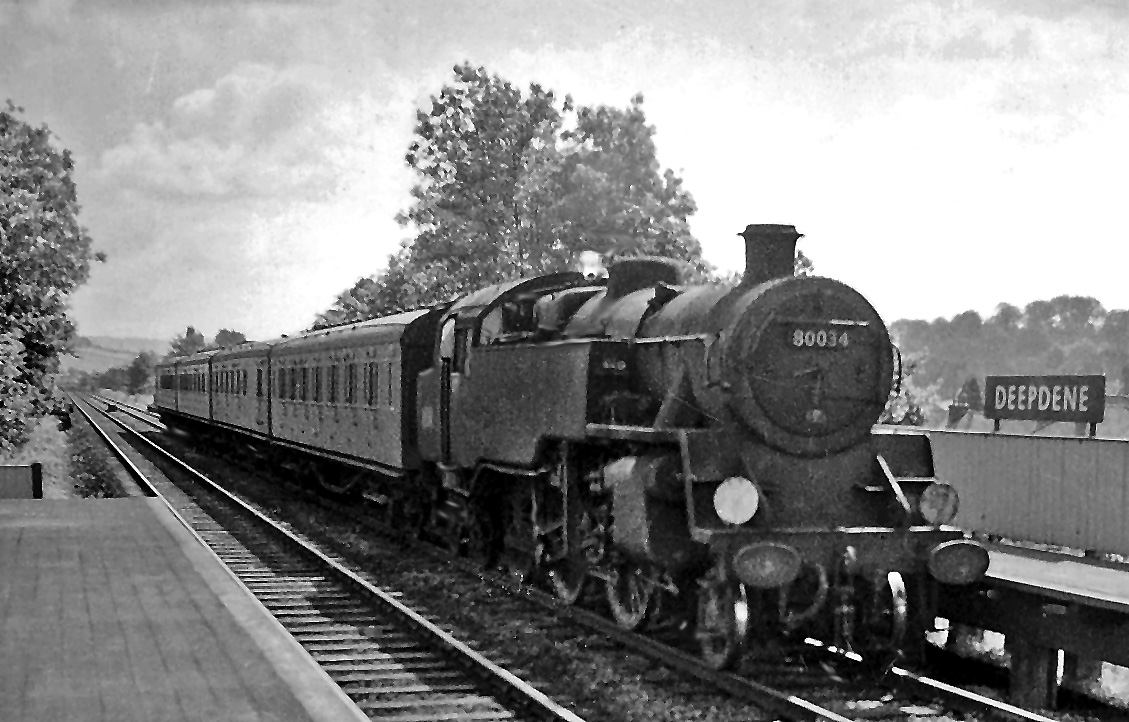
雷德希尔和雷丁之间运行的火车，摄于1964

1846年，“雷丁、吉尔福德和赖盖特铁路”开始建设并且分阶段通车，第一阶段通车的是雷德希尔至多尔金区间 ；1849年7月4日，终点站为多尔金西站。
此铁路位于多尔金的第二站，在1851年2月1日开业，命名为博克斯山与莱瑟希德路站，同年3月简化为博克斯山站。很快这条铁路被英国东南铁路(缩写为SER)收购。
博克斯山站1917年1月1日暂时关闭，1919年1月1日重新开业。根据1921年铁道法，东南铁路一部分重组为新的英国南方铁路，那一年车站更名为迪普登站，以避免和博克斯与西汉姆伯站混淆。
1987年3月11日，英国铁路公司将车站重命名为多尔金(迪普登)。
现在车站一般写作多尔金迪普登(英語：Dorking Deepdene)，例如线路图、时刻表。

## 站台
多尔金迪普登站有两个对向式站台，可以令四节编组的列车停靠。

## 班次
- 每小时2班前往雷丁站，快车行车时间54分钟，各停行车时间68分钟。
- 每小时2班前往雷德希尔，快车行车时间分钟，各停行车时间15分钟。其中1班继续行驶至盖特威克机场站，快车行车时间24分钟，无各停班次。

## 毗邻车站
- 第一大西部铁路北唐斯线：(每小时前往盖特威克机场的快车)吉尔福德 - 多尔金迪普登 - 赖盖特
- 第一大西部铁路北唐斯线：(每两小时)多尔金西 - 多尔金迪普登 - 比治沃斯
- 第一大西部铁路北唐斯线：(每两小时)果姆雪尔站 - 多尔金迪普登 - 赖盖特